# Leo Weismantel

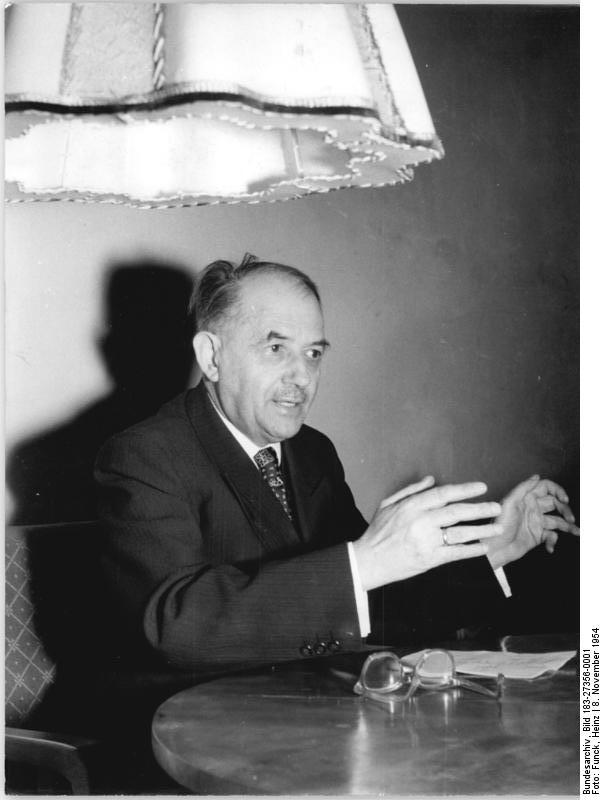
Leo Weismantel (1954)

Leo Weismantel (geboren am 10. Juni 1888 in Obersinn im Spessart; gestorben am 16. September 1964 in Rodalben/Rheinland-Pfalz) war ein deutscher Schriftsteller und Reformpädagoge.

## Leben und Wirken

### Kindheit und Jugend
Leo Weismantel wurde als siebtes Kind des Kaufmanns August Weismantel und seiner Ehefrau Barbara in Obersinn, einem Dorf im heutigen Landkreis Main-Spessart, geboren. Vier der sechs Kinder waren bereits gestorben. Das Wunschkind Leo – nach Papst Leo XIII. benannt – sollte Priester werden.
Nach dem Besuch des Gymnasiums in Münnerstadt, das er nach seiner schweren Erkrankung an Tuberkulose ohne Abitur, aber mit der Primarreife verließ, hatte er eine Sondergenehmigung des Ministeriums erhalten, sein Abitur nachholen zu dürfen, was ihm auch innerhalb von neun Wochen gelang.

### Studium und erste Berufsjahre
Nach dem 1908 in Würzburg aufgenommenen Studium der Philologie, Philosophie und Naturwissenschaften wurde er 1914 mit einer geographischen Monographie über die Haßberge summa cum laude an der Universität Würzburg zum Dr. phil. promoviert. Weismantel war Mitglied der katholischen Studentenverbindung KDStV Cheruscia Würzburg im Cartellverband, die ihre Kneipe mit Gartenwirtschaft in der Weingartenstraße 8 hatte.
Nach ersten Veröffentlichungen wurde der in der Blumenstraße 10 (heute Eichendorffstraße) wohnende Weismantel bereits 1912 als „Schriftsteller“ im Würzburger Adressbuch geführt. In seiner darauffolgenden Zeit als Lehrer („Reallehrer“) für Deutsch, Geografie und Geschichte von 1915 bis 1919 am Institut Adam, einer privaten Handels- und Realschule für Knaben in der Sanderglacisstraße 27 – 1946 in diesem Teil in Friedrich-Ebert-Ring umbenannt – heiratete er. Fortan wohnte er in der nicht weit von der Schule entfernten Friedenstraße 51 im zweiten Stock und veröffentlichte 1917 seinen ersten Roman Mari Madlen. Dieser „Roman aus der Rhön“ begründete seinen schriftstellerischen Ruf.

### Freier Schriftsteller und Politiker vor 1933
1920 verließ Weismantel den Schuldienst, wurde „Verlagsdirektor“ des neugegründeten Patmos-Verlages, den er an den Bühnenvolksbund verkaufte, und zog nach Marktbreit am Main, wo er freischaffend als Schriftsteller sowie pädagogisch und politisch tätig wurde. Seine Dramen veröffentlichte er im Verlag des Bühnenvolksbundes, in dessen Leitung er in den späten 1920er Jahren eingebunden war.
Mit seinem Roman Mari Madlen und insbesondere mit dem Bühnenspiel Der Totentanz (1921) traf Leo Weismantel das Empfinden der Zeit und der Jugend nach dem Ersten Weltkrieg. So lud die Quickborner Jugend ihn zu Beginn der 1920er Jahre zu sich auf die Burg Rothenfels. Hier begegnete Weismantel den beiden Jugendführern Romano Guardini und Heinrich Kahlefeld vom Quickborn, sowie dem zunächst noch im Bund Neudeutschland (ND), später bei den Normannsteinern aktiven Alfons Maria Lins. Aus der geistigen Nähe zu diesem Personenkreis entwickelte sich eine dauerhafte, von gegenseitiger Wertschätzung getragene Freundschaft, die eine Reihe weiterer Besuche auf Rothenfels zur Folge hatte. Früchte der Verbindung zu Alfons Lins, dem späteren Pfarrer von Bad Orb, sind die Erzählung Der Richter von Orb und die Orber Ballade, die Weismantel zur 900-Jahr-Feier der Kurstadt schrieb.
Von 1924 bis 1928 vertrat Weismantel als Abgeordneter die Christlich-Soziale Partei (1925 in „Christlich-Soziale Reichspartei“ umbenannt) im Bayerischen Landtag, ohne Parteimitglied zu sein.

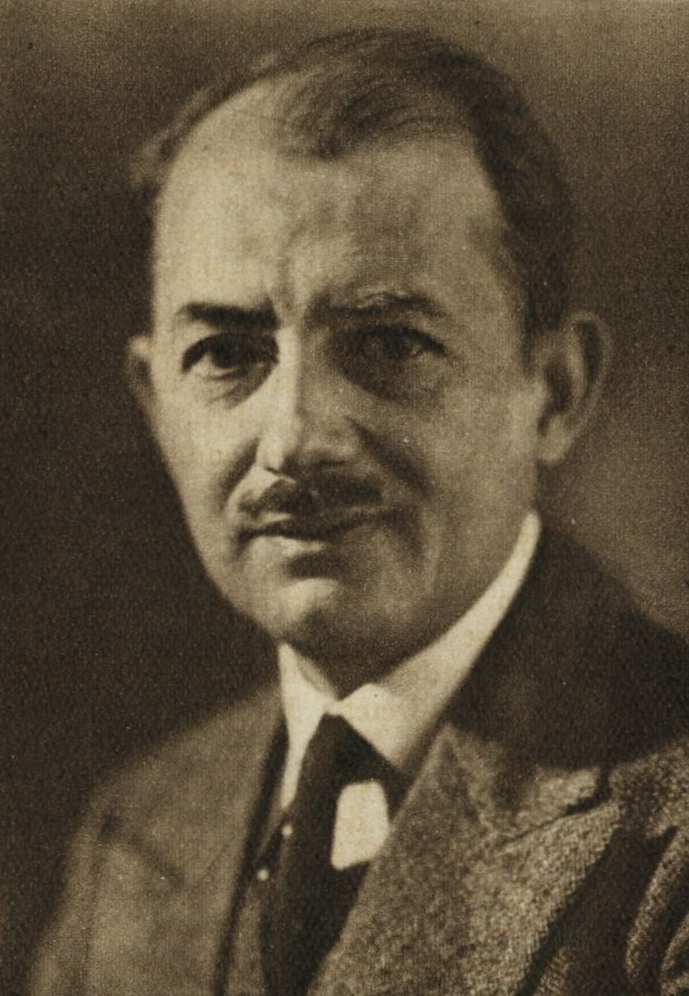
Aufnahme um 1930 von Max Glauer

In seinem 1928 in Marktbreit gegründeten privaten Lehr- und Forschungsinstitut „Schule der Volkschaft“ widmete er sich bis 1933 in erster Linie reformpädagogischen Themen. Er gehörte 1931 zu den Mitbegründern der deutschen Sektion – „Weltbund für Erneuerung der Erziehung“ – im New Education Fellowship.

### Leben im Nationalsozialismus
Sein Institut passte nicht in die Zeit des Nationalsozialismus mit den seit 1933 einsetzenden politischen Verfolgungen und eingeschränkten Publikationsmöglichkeiten, weswegen er es 1936 schließen musste. Er zog wieder nach Würzburg, zunächst in ein seiner Verbindung Cheruscia gehörendes Haus in der Zeppelinstraße 3, ab 1939 dann in ein von Balthasar Neumann 1746 für den Bildhauer Lukas van der Auwera gebautes Haus in der Theaterstraße 4. Allerdings hatte Propagandaminister Joseph Goebbels ihn bereits am 6. Juli 1933 „im Hinblick auf seine bisherigen schriftstellerischen Arbeiten in den Dichterkreis und damit zugleich in den Bundesausschuß“ des Reichsbunds der deutschen Freilicht- und Volksschauspiele e. V. berufen. Im selben Jahr veröffentlichte Weismantel Sonnenwendfeier des jungen Deutschland. Daneben gehörte er zu den 88 Schriftstellern, die im Oktober 1933 das Gelöbnis treuester Gefolgschaft für Adolf Hitler unterzeichneten.
In Würzburg wandte er sich religiösen Themen zu und schrieb Heiligen- und Künstlerbiographien. Das Neue Buch, die Rezensionszeitschrift des Borromäusvereins, lobte seine Biographien, gab jedoch zu bedenken, dass Weismantel „kirchliche Missstände mit großer Offenheit“ schildere (so in der Biographie des Vinzenz von Paul) und dass er Franz von Assisi „in bewußten Gegensatz zur betonten Prunk- und Machtsucht der Kirche und ihrer Würdenträger“ stelle. Das Neue Buch empfahl den katholischen Büchereien deshalb, diese Bücher „urteilsfähigen Lesern vorzubehalten“. Besonders sein 1939 erschienener Roman Gericht über Veit Stoß ist geprägt von seiner katholischen Haltung. Die in diesem Werk vertretenen Werte des Individualismus und Humanismus konnten als Kritik an der herrschenden Weltanschauung aufgefasst werden. Sein Bekenntnis zum Katholizismus führte 1939 zu einer ersten Inhaftierung. 1942 wurde für seine Werke ein Veröffentlichungsverbot erlassen. 1944 wurde er zum zweiten Mal durch die Gestapo verhaftet und in einem Sonderlager in Würzburg interniert.
Beim Bombenangriff auf Würzburg am 16. März 1945 durch die britische Royal Air Force wurde auch seine Wohnung in der Theaterstraße 4 zerstört, so dass Weismantel, nachdem er drei Tage nach der Bombardierung noch Kleinigkeiten aus dem ausgebombten Haus hatte retten können, wieder in seinen Geburtsort Obersinn zurückkehrte.

### Leben und Wirken im Nachkriegs-Deutschland
Die US-Amerikaner erstellten bereits im Herbst 1944 eine „Weiße Liste“ mit Persönlichkeiten, die für eine Mitarbeit bei der demokratischen Erneuerung gewonnen werden sollten. Hierzu zählte auch Weismantel, der zeitweise als bayerischer Kultusminister in Erwägung gezogen wurde. Weismantel lehnte diesen Posten jedoch ab und wurde Schulrat im ehemaligen Landkreis Gemünden. Die noch unter dem Besatzungsstatus agierende bayerische Kultusbürokratie unter dem CSU-Politiker Alois Hundhammer lehnte die von reformpädagogischen Ideen (statt dem Konzept der Lernschule) getragene Grundauffassung Weismantels jedoch entschieden ab, so dass dieser 1947 dem Ruf nach Hessen folgte, wo ihn Kultusminister Erwin Stein zum Professor für Deutsch und Kunsterziehung am damals neu eingerichteten Pädagogischen Institut in Fulda ernannte, eine Tätigkeit, die er bis 1951 ausübte. Hier vertrat er „eine damals völlig neue, eine sich didaktisch und methodisch vornehmlich durch ihn in Einzelbildern, Beispielen vorgestellte Sprach- und Kunsterziehung,  die entschieden an einer ‚Pädagogik vom Kinde aus‘ orientiert war.“
In den 1950er Jahren geriet Weismantel mehr und mehr in einen Gegensatz zur Mehrheitsmeinung in der Bundesrepublik. Er ließ eine gewisse Aufgeschlossenheit gegenüber der Gesellschaftsordnung der DDR erkennen. Seine Ablehnung der Konfessionsschule und der Haltung des Papstes dazu (Konkordatsurteil des BverfG 1957), seine Proteste gegen die Wiederbewaffnung der Bundesrepublik Deutschland und schließlich seine Mahnungen zu einer Verständigung mit der DDR und UdSSR sowie der Beifall aus diesem Lager führten Weismantel in der Bundesrepublik Deutschland in die Isolation. Eine Lokalzeitung nannte ihn „kommunistenhörig“. Im Dezember 1954 lud ihn die Stadt Würzburg als Redner zur 150-Jahr-Feier des Stadttheaters wieder aus, nachdem seine Teilnahme an einem Schriftstellertreffen auf der Wartburg (Thüringen) bekanntgeworden war. Dies alles führte bei Weismantel mehr und mehr zu resignativen Auswirkungen. Ab 1955 wurden seine Werke auch vom Union Verlag Berlin herausgegeben.
1957 war er führender Teil der Delegation der Bundesrepublik Deutschland für die Weltjugendfestspiele in Moskau. In Vorbereitung des bevorstehenden Ereignisses gehörte er zusammen mit Franz Paul Schneider, Ernst Rowohlt und dem kath. Theologen Johann Aufhauser dem Förderkreis der Vätergeneration innerhalb des Internationalen Vorbereitenden Komitees an, das sich aus Jugendvertretern aus 59 Nationen zusammensetzte. Außerdem war er Teil des nationalen vorbereitenden Komitees der bundesdeutschen Festivaldelegation. Weismantel stellte für das Jugendfest zwei Ausstellungen zusammen, eine Ausstellung Frankfurter Bildender Künstler und eine kunstpädägogische Ausstellung mit einer Sammlung von Kinderarbeiten. Während der Spiele, deren Teilnehmer keinerlei Zuschüsse  aus bundesdeutschen Fördertöpfen erhielten, hielt Weismantel eine Rede am Gala-Abend im Zentralen Kindertheater vor 3.000 Gästen, die zeitversetzt von Radio Moskau übertragen wurde und in der er Frieden und Verständigung forderte und am Schluss Schiller und Beethoven beschwor. Über seine Mitwirkung hat Weismantel ein Buch herausgegeben, in dem er die Ablehnung des Festivals durch die bundesdeutsche Politik anklagt. Auch bei den folgenden Weltjugendfestspielen 1959 in Wien und 1962 in Helsinki war Weismantel im Führungsstab der westdeutschen Delegation.
1961 war er Ehrengast auf dem V. Deutschen Schriftstellerkongress in Ostberlin.
Von 1949 bis 1954 war er Mitglied der Deutschen Akademie für Sprache und Dichtung sowie ab 1950 des Deutschen PEN-Zentrums (Bundesrepublik).
Leo Weismantel starb nach einem Herzinfarkt. Begraben ist er in Jugenheim an der Bergstraße. Sein literarischer Nachlass befindet sich im Archiv der Akademie der Künste in Berlin. Er hinterließ zwei Kinder, Gertrud (1916–1989) und Werner Weismantel (1920–1992).

## Ehrungen
- 1921: Ehrenvolle Erwähnung der Kleist-Preis-Stiftung, zusammen mit Joachim von der Goltz und Inge Westpfahl[21]
- 1922: Fastenrath-Preis der Stadt Köln
- 1948: Ernennung zum Ehrenbürger seiner Heimatgemeinde
- 1950: Willibald-Pirkheimer-Plakette der Stadt Nürnberg
- 1963: Carl-von-Ossietzky-Medaille des Friedensrats der DDR
- 1963: Max-Dauthendey-Plakette
- 1963: Verleihung der Ehrendoktorwürde der (Ost-)Berliner Humboldt-Universität
- 1979: Benennung einer Straße in Würzburg
- 1988: Umbenennung der privaten Realschule Marktbreit zur Leo-Weismantel-Realschule Marktbreit
- 2019: Eröffnung eines Leo-Weismantel-Museums in Obersinn[22]

## Werke (Auswahl)

### Romane
- 1918 Mari Madlen
- 1922 Das unheilige Haus. Deutsche Buch-Gemeinschaft, Berlin 1922
- 1925 Der Kurfürst.
- 1928 Das alte Dorf
- 1932 Die Geschichte des Hauses Herkommer
- 1932 Rebellen in Herrgotts Namen
- 1933 Das Sterben in den Gassen
- 1934 Die Pestnot 1633
- 1936 Eveline. Der Roman einer Ehe
- 1938 Die Sibylle. Die Geschichte einer Seherin
- 1940 Die Erben der lockeren Jeanette
- 1940 Jahre des Werdens
- 1941 Der Vorläufer (Roman über den Pfeifer von Niklashausen)

### Biographische Romane
- 1931 Elisabeth. Die Geschichte eines denkwürdigen Lebens. Sebaldus, Nürnberg 1931; Augustinus, Würzburg 1949
- 1936 Dill Riemenschneider. Der Roman seines Lebens. Herder, Freiburg i. Br. 1936; 6.–8. Aufl. Karl Alber, München 1940–1941; Kerle, Heidelberg 1958; Union Verlag Berlin (DDR) 1962 und 1968
- 1937 Die guten Werke des Herrn Vinzenz. Herder, Freiburg, vier Auflagen bis 1954 (über Vinzenz von Paul)
- 1938 Lionardo da Vinci. Die Geschichte eines Malers, der Gott und der Welt ins Antlitz zu schauen wagte. Staufen-Verlag, Köln 1938 und 1947; Union Verlag, Berlin (DDR) 1963
- 1938 Franz und Clara. Die Geschichte der Liebe zweier großer Menschen. Rauch, Innsbruck 1938; Kerle, Heidelberg 1947 und 1950
- 1939 Gericht über Veit Stoß eines ehrsamen Raths heillos unruhigen Bürger. Die Tragödie eines Bildschnitzers. Karl Alber, Freiburg / München 1939, 1941, 1947; Union Verlag, Berlin (DDR) 1958, 1962, 1970; Verlag Nürnberger Presse 1983; Rowohlt, Reinbek bei Hamburg 1988
- 1941 Das Totenliebespaar. Roman aus der Kindheit und den Lehrjahren des Mathis Nithart, der fälschlich Matthias Grünewald genannt wurde. Karl Alber, München 1941
- 1941 Der bunte Rock der Welt. Roman aus den Wander- und frühen Meisterjahren des Mathis Nithart, der fälschlich Matthias Grünewald genannt wurde. Karl Alber, München 1941
- 1943 Die höllische Trinität. Roman aus den Jahren der Vollendung des Meisters Mathis Nithart, der fälschlich Matthias Grünewald genannt wurde. Karl Alber, München 1943; 2. Aufl. Karl Alber, Freiburg / München 1950; Union Verlag, Berlin (DDR) 1966
- 1949 Elisabeth. Die Geschichte eines denkwürdigen Lebens. F.A. Kerle, Heidelberg; 1957 St. Benno-Verlag GmbH, Leipzig
- 1950 Albrecht Dürer. Der junge Meister. Karl Alber, Freiburg / München 1950; Union Verlag 1950, 2. Aufl. 1954; Union Verlag, Berlin (DDR) 1956, 1957
- 1950 Albrecht Dürers Brautfahrt in die Welt. Kindheit, Lehre und Wanderjahre. Karl Alber, Freiburg / München 1950; Union Verlag, Berlin (DDR) 1956

### Erzählungen
- 1923 Die Hexe
- 1923 Musikanten und Wallfahrer
- 1924 Die Bettler des lieben Gottes. Verlag Josef Kösel und Friedrich Pustet
- 1924 Der närrische Freier
- 1926 Die Bauernnot. Das Schicksal des Hans Böhm, des Paukers von Niklashausen
- 1927 Die Geschichte des Richters von Orb
- 1936 Heilig das Reich – die letzte Schlacht
- 1940 Venus und der Antiquar
- 1940 Die Letzten von Sankt Klaren
- 1940 Die Erben der lockeren Jeanette
- 1941 Tertullian Wolf. Die Geschichte des Pfarrherrn von Sparbrot

### Bühnenstücke
- 1919 Die Reiter der Apokalypse (Drama). Patmosverlag, Frankfurt 1919
- 1920 Der Wächter unter dem Galgen (Drama). Patmosverlag, Frankfurt 1920
- 1921 Der Totentanz. Ein Spiel vom Leben und Sterben unserer Tage (Drama). Patmos, Frankfurt 1921
- 1924 Die Wallfahrt nach Betlehem
- 1925 Der Kurfürst. Ein rheinisches Festspiel 
Der Kurfürst. Ein Spiel vom Vaterland. (Fassung der Uraufführung in den Kaiserthermen (Trier) am 18. Juli 1925)
- 1933 Die Sonnenwendfeier des jungen Deutschland. Ein Weihespiel neuen Volkstums
- 1941/42 Salas y Gomez (Trauerspiel)

### Sachbücher
- 1924 Das Merkbuch der Puppenspiele. Verlag des Bühnenvolksbundes, Frankfurt a. M.
- 1927 Der Geist als Sprache. Von den Grundrissen der Sprache. [Schriften zur deutschen Literatur. Görresgesellschaft]. Augsburg, Benno Filser, 1927.
- 1929 Schattenspielbuch. Schattenspiele des weltlichen und geistlichen Jahres und Anleitung zur Herstellung einer Schattenspielbühne und zum Schattenspiel. Filser, Augsburg
- 1935 Von den Grundlagen einer volkhaften Kunsterziehung. Schwann, Düsseldorf
- 1937 Die Anbetung des Lammes. Ein Büchlein von der Reinheit des Lebens. Rauch, Innsbruck/Leipzig
- 1947 Der junge Dürer. Lux-Jugend-Lesebogen 2, Verlag Sebastian Lux, Murnau/München
- 1949 Der Webstuhl – Von Bauern, Webern, Fabriklern und ihrer Not. Glock und Lutz, Nürnberg

### Kinderbuch
- 1934 Wunderschön-Prächtige – Ein Marienleben in Liedern und Bildern, illustriert von Andreas Meier

### Autobiographie
- Mein Leben. Junker und Dünnhaupt, Berlin 1936

### Sonstiges
- Um Würzburgs Zukunft. Rückblick und Planung. In: Main-Post vom 2. August 1946.
- Als (Mit-)Herausgeber: Heute und Morgen. Monatszeitschrift für Kunst, Literatur, Wissenschaft, Zeitgeschehen. L. W., Jean-Paul Sartre, Hanns Jacobs, Hans F. Secker, Carl Niessen, Manfred Pahl-Rugenstein. Progress-Verlag Johann Fladung, Düsseldorf[23]
- Als Mitherausgeber: Blätter für deutsche und internationale Politik[24]
- Als Mitarbeiter: Geist und Zeit. Eine Zweimonatsschrift für Kunst, Literatur und Wissenschaft. Johann Fladung als Hrsg. Unter Mitarbeit von Fritz Helling, Hanns Jacobs, Hanna Meuter, Franz Paul Schneider, Hans F. Secker, Leo Weismantel, Walter Wenzel. Red. von Katharina Fuchs-Arndt. Progress, Darmstadt 1960[25]
- 1985 (postum) Totenklage über eine Stadt
- 1988 Das Schloß in der Sünfte. Sagen und Überlieferungen aus der Rhön. Auswahl und Bearbeitung Gertrud Weismantel. Verlag Parzeller, Fulda 1988.